# Gustafsbergs Tändsticksfabrik
Gustafsbergs Tändsticksfabrik var ett tändsticksföretag i Kalmar, som grundades 1858 av P. Lundblad och som tillverkade fosfortändstickor och kapslar på en lokal marknad. Tändsticksfabriken låg vid Spännarebacken/Norra vägen och hade sitt namn efter en där tidigare belägen lantgård.
År 1867 blev handlanden C.G. Säfström ägare och en ny fabrik uppfördes, som fick namnet Gustafsbergs Nya Tändsticksfabrik och som liksom den tidigare tillverkade fosforstickor. Säfström sålde fabriken 1887 till Swedish Match Company Ltd. Detta företag gick i konkurs 1889, men tillverkningen återupptogs 1893 efter ett uppehåll. Fabriken ersatte då den nedbrunna J.F. Lindahls Tändsticksfabrik i Kalmar. 
Fabriken brann ned 1897, återuppbyggdes och tillverkade från 1900 enbart paraffinstickor, säkerhetständstickor impregnerade med paraffin, för export. Gustafsbergs Tändsticksfabrik sammanslogs 1913 med ett antal andra fabriker i AB Förenade Svenska Tändsticksfabriker ("Kalmartrusten"), som året därpå lade ner Gustafsbergsfabriken.
År 1917 slogs AB Förenade Svenska Tändsticksfabriker samman med Jönköpings och Vulcans Tändsticksfabriks AB (”Jönköpingstrusten”) till Svenska Tändsticks AB (STAB), vilket innebar ett svenskt de facto monopol på tändstickor i Sverige.
Gustafsbergs Tändsticksfabriks lokaler övertogs 1914 av Kalmar Chokladfabrik.